# Средняя (Верховажский район)
Средняя — деревня в Верховажском районе Вологодской области.
Входит в состав Верховского сельского поселения (до 2015 года была центром Олюшинского сельского поселения), с точки зрения административно-территориального деления — центр Олюшинского сельсовета.
Расстояние до районного центра Верховажья по автодороге — 41 км. Ближайшие населённые пункты — Дор, Слудная, Ботыжная, Лабазное.
По переписи 2002 года население — 60 человек (29 мужчин, 31 женщина). Всё население — русские.